# Arjasari (Arjasari)
Arjasari is een bestuurslaag in het regentschap Bandung van de provincie West-Java, Indonesië. Arjasari telt 9890 inwoners (volkstelling 2010).